# La Chapelle-sous-Brancion
La Chapelle-sous-Brancion is een gemeente in het Franse departement Saône-et-Loire (regio Bourgogne-Franche-Comté) en telt 139 inwoners (1999). De plaats maakt deel uit van het arrondissement Mâcon.

## Geografie
De oppervlakte van La Chapelle-sous-Brancion bedraagt 9,9 km², de bevolkingsdichtheid is 14,0 inwoners per km².

## Bezienswaardig
- Kasteel van Nobles

De onderstaande kaart toont de ligging van La Chapelle-sous-Brancion met de belangrijkste infrastructuur en aangrenzende gemeenten.

## Demografie
Onderstaande figuur toont het verloop van het inwonertal (bron: INSEE-tellingen).